# Cable Mountain Draw Works
Les Cable Mountain Draw Works sont un ancien système de transport par câble du comté de Washington, dans l'Utah, aux États-Unis. Protégées au sein du parc national de Zion, les ruines de cette installation en bois situées en surplomb du canyon de Zion sont inscrites au Registre national des lieux historiques depuis le 24 mai 1978.